# Biên phòng (báo)
Biên phòng là một cơ quan truyền thông tại Việt Nam trực thuộc Bộ Tư lệnh Bộ đội Biên phòng ra mắt số báo in vào ngày 22 tháng 4 năm 1959 với tên gọi đầu tiên được Hồ Chí Minh đặt là Bản Tin Công An Nhân Dân Vũ Trang. Ban đầu nhật báo dự kiến lấy "Bảo an" hoặc "Bảo vệ" để đặt tên, tuy nhiên theo lời của vị cố chủ tịch nước thì trong thời kỳ chiến tranh, thực dân Pháp đã lập ra đội quân theo chính quyền đối lập và cũng gọi bằng hai cụm từ trên nên đã gây ấn tượng xấu. Ngày 13 tháng 2 năm 1962, ấn phẩm đổi thành Báo Công An Vũ Trang và ba năm sau thì trở thành Báo Công An Nhân Dân. Ðến năm 1980 mới sở hữu tên gọi là Báo Biên phòng. Nền chữ thời kỳ đầu được in trên đá litô, tiếp theo in bằng giấy nến (máy roneo) ra mắt theo hệ thống văn thư bảo mật, sau đó đến bản tin typo mỗi tuần một số, phát hành đến các đồn trạm biên phòng.
Năm 2001, tòa soạn được cấp giấy phép tác nghiệp và phát hành trên phạm vi toàn quốc, xuất bản mỗi tuần một số, tổng cộng 12 trang. Báo mạng ra đời lần đầu vào năm 2007 và đến ngày 31 tháng 7 năm 2013, ấn phẩm đã được phép hoạt động trên không gian internet. Ngày 28 tháng 7 năm 2021, Biên phòng tiếp tục được Bộ Thông tin và Truyền thông cấp giấy phép hoạt động số 485/GP-BTTTT ở lĩnh vực in ấn và điện tử. Tính đến năm 2019, cơ quan truyền thông đã xuất bản được song song ba ấn phẩm: báo in, Phụ trương An ninh Biên giới (2005), và báo mạng, đồng thời nhận về nhiều giải thưởng trong suốt quá trình hoạt động như Huân chương Bảo vệ Tổ quốc hạng Nhất-Nhì-Ba, các giải báo chí quốc gia cùng nhiều danh hiệu khác. Khi đại dịch COVID-19 hoành hành trên toàn thế giới, tờ báo đã trao tặng vật tư y tế tổng trị giá 50 triệu Đồng Việt Nam hỗ trợ trong công tác phòng chống dịch.

## Danh hiệu
| Quốc gia | Giải thưởng                              | Ct.                  |
| -------- | ---------------------------------------- | -------------------- |
| Việt Nam | Hai Huân chương Bảo vệ Tổ quốc hạng Nhất | [ 11 ] [ 14 ] [ 16 ] |
| Việt Nam | Hai Huân chương Bảo vệ Tổ quốc hạng Nhì  | [ 11 ] [ 14 ] [ 16 ] |
| Việt Nam | Năm Huân chương Bảo vệ Tổ quốc hạng Ba   | [ 11 ] [ 14 ] [ 16 ] |